# 11. etape af Tour de France 2009
Elvte etape af Tour de France 2009 blev kørt onsdag d. 15. juli og gik fra Vatan til Saint-Fargeau.
Ruten var 192 km lang.
- Etape: 11
- Dato: 15. juli
- Længde: 192 km
- Danske resultater:

084. Nicki Sørensen + 0.00
091. Chris Anker Sørensen + 0.00
120. Brian Vandborg + 0.00
- Gennemsnitshastighed: 44,6 km/t

## Point- og bjergspurter

### 1. sprint (Quincy)
Efter 26,5 km
| Vinder | Johan Vansummeren | 6p |
| 2.     | Marcin Sapa       | 4p |
| 3.     | Lloyd Mondory     | 2p |

### 2. sprint (Saint-Céols)
Efter 73,5 km
| Vinder | Marcin Sapa       | 6p |
| 2.     | Johan Vansummeren | 4p |
| 3.     | Cyril Dessel      | 2p |

### 3. sprint (Suilly-la-Tour)
Efter 114,5 km
| Vinder | Johan Vansummeren | 6p |
| 2.     | Marcin Sapa       | 4p |
| 3.     | Cyril Dessel      | 2p |

### 1. bjerg (Côte d'Allogny)
4. kategori stigning efter 45,5 km
| Plads | Navn              | Point |
| ----- | ----------------- | ----- |
| 1.    | Johan Vansummeren | 3     |
| 2.    | Marcin Sapa       | 2     |
| 3.    | Egoi Martínez     | 1     |

### 2. bjerg (Côte de Perreuse)
4. kategori stigning efter 150 km
| Plads | Navn              | Point |
| ----- | ----------------- | ----- |
| 1.    | Marcin Sapa       | 3     |
| 2.    | Johan Vansummeren | 2     |
| 3.    | Franco Pellizotti | 1     |

## Udgåede ryttere
- 32  Kurt Asle Arvesen fra Team Saxo Bank stillede ikke til start på etapen, efter at han styrtede på 10. etape og brækkede kravebenet.

## Resultatliste
|    | Navn               | Land           | Hold                  | Tid     |
| -- | ------------------ | -------------- | --------------------- | ------- |
| 1  | Mark Cavendish     | Storbritannien | Team Columbia-HTC     | 4:17.55 |
| 2  | Tyler Farrar       | USA            | Garmin-Slipstream     | + 0.00  |
| 3  | Yauheni Hutarovich | Hviderusland   | Française des Jeux    | + 0.00  |
| 4  | Óscar Freire       | Spanien        | Rabobank              | + 0.00  |
| 5  | Thor Hushovd       | Norge          | Cervélo TestTeam      | + 0.00  |
| 6  | Leonardo Duque     | Colombia       | Cofidis               | + 0.00  |
| 7  | Gerald Ciolek      | Tyskland       | Team Milram           | + 0.00  |
| 8  | Lloyd Mondory      | Frankrig       | Ag2r-La Mondiale      | + 0.00  |
| 9  | William Bonnet     | Frankrig       | Bbox Bouygues Télécom | + 0.00  |
| 10 | Nikolaj Trusov     | Rusland        | Team Katusha          | + 0.00  |
| 11 | Marco Bandiera     | Italien        | Lampre-N.G.C.         | + 0.00  |
| 12 | Sergej Ivanov      | Rusland        | Team Katusha          | + 0.00  |
| 13 | José Joaquín Rojas | Spanien        | Caisse d'Epargne      | + 0.00  |
| 14 | Daniele Bennati    | Italien        | Liquigas              | + 0.00  |
| 15 | Kenny van Hummel   | Holland        | Skil-Shimano          | + 0.00  |